# Mariela Condo
Mariela Condo (Cacha Puruhá, Chimborazo, Ecuador, 1983) es una cantante y compositora indígena ecuatoriana.

## Biografía
Nació en el año 1983 en Cacha Puruhá, reconocida comunidad indígena de la provincia de Chimborazo. Su interés por la música surgió desde temprana edad  ya que desde su infancia demostró interés por la música, al aprenderse letras de canciones para arrullar su infancia.
A lo largo de su vida, el arte ha sido motivo principal de su desarrollo, formando parte de varios eventos y encuentros dónde la música y la cultura fueron partes principales. Sus primeros pasos en el mundo de la música se dieron a través de la participación en coros y bandas musicales, donde su personalidad y sus raíces se daban a notar en cada interpretación. 
Mariela Condo tuvo la suerte de crecer en una familia donde el canto era algo cotidiano, lo cual le permitió desarrollarse como cantante. Su abuela paterna, al verla cantar todo el tiempo cuando era niña, solía decirle que cuando fuese mayor sería una gran cantante,  y esto le motivó a seguir con su vida artística. Así mismo, su abuela materna, al ser apegada al canto, le enseñó muchas cosas sobre esto a Mariela, entre las cuales la más importante fue el verdadero significado de cantar. Cuando tenía ocho años, Mariela se presentó formalmente por primera vez en Riobamba, donde tuvo la oportunidad de formar parte de una cantata, la cual se basó en un cuento infantil. Cuando terminó la escuela se inscribió en un colegio de música llamado General Vicente Andaguirre, el único centro de la ciudad de Riobamba. Después de pasar un año en ese colegio, su familia decidió mudarse a Quito, la capital, donde asistió durante algunos años al Conservatorio Nacional de Música.
Al terminar el colegio, Condo se tomó dos años para poder estudiar música. En ese periodo de tiempo formó parte de coros hasta que, con la ayuda de su madre, se inscribió en la Universidad San Francisco de Quito para estudiar Música. Durante su vida universitaria Mariela desarrolló su primer disco, recopilando varias cosas, entre ellas cantos de sus abuelitos en el idioma quichua. Un aspecto importante de su primera producción es que los temas fueron creados en quichua para así poder recordar su idioma de origen, el cual lo dejó de practicar desde los siete años de edad. Cinco años más tarde desarrolló su segundo disco, en el cual se refleja su búsqueda interior profunda.

## Participaciones y reconocimientos
Condo desde pequeña participó en presentaciones escolares en Chimborazo, además fue parte de festivales corales internacionales junto con el grupo ecuatoriano Yarina, que fue ganador de un Nammy en el 2005.
La cantante, autora y compositora Mariela Condo ha compartido escenario con artistas reconocidos como: Lila Downs, de México; Martha Gómez, de Colombia; Victoria Villalobos y Omar Camino, de Perú; Beto Gómez y Aarón Cruz, de México; y Juan Quintero,de Argentina.
Condo participó en varios encuentros internacionales representando a Ecuador tales como el “XVIII Festival Internazionale di Poesía” en Génova, Italia (2012); La Feria “Expo Milano 2015”, en el “Encuentro de Cantautores” en Lima, Perú (2015), también fue parte de la ceremonia oficial de la UNESCO para la declaración como Patrimonio Cultural de la Humanidad al Qhapac Ñan (Camino del Inca), en Cusco, Perú (2014).
La artista participó en el Festival Womad, uno de los encuentros musicales más importantes del mundo, en 2016, compartió escenario con Alex Alvear
En el 2012 Condo ganó el Premio al Mérito Cultural “Medalla Bicentenaria” otorgado por el Ministerio de Cultura del Ecuador.En el 2013 se hace acreedora del premio "Canción Imprescindible” galardón promovido por Radio Pública del Ecuador.

## Discografía
Su primera discografía fue Shuk shimi, waranka shimi en 2007, producción que recopiló cánticos en quichua de sus abuelos, comunidades y canciones de Enrique Males.
En 2007 realiza su primer trabajo discográfico denominado "Shuk Shimi, Waranka Shimi (Una voz, mil voces)", que recopila canciones inéditas en kichwa, idioma indígena de la zona andina.
En 2012 sacó su disco "Vengo a ver", con trece temas inéditos y canciones de sus abuelos como Manila y Kikilla.
En 2013, junto al productor musical Daniel Orejuela y bajo el sello discográfico ALLA, de Alemania, realiza su segundo disco de canciones inéditas "Vengo a Ver", con el que recorre varios países de América y Europa.
En 2015, junto al productor musical Daniel Orejuela y bajo el sello discográfico ALLA, de Alemania, realiza su tercer disco titulado “Pinceladas", con la que hace un recorrido musical por América Latina, el cual plasma las raíces más profundas de la región en melodías que revitalizan la gran diversidad cultural del continente americano.